# Pristimantis restrepoi
Pristimantis restrepoi är en groddjursart som först beskrevs av Lynch 1996.  Pristimantis restrepoi ingår i släktet Pristimantis och familjen Strabomantidae. IUCN kategoriserar arten globalt som livskraftig. Inga underarter finns listade i Catalogue of Life.